# 1003 Lilofee
Az 1003 Lilofee (ideiglenes jelöléssel A923 RV) a Naprendszer kisbolygóövében található aszteroida. Karl Wilhelm Reinmuth fedezte fel 1923. szeptember 13-án, Heidelbergben.

## Kapcsolódó szócikk
- Kisbolygók listája